# Bədəşxan
Bədəşxan è un comune dell'Azerbaigian situato nel distretto di Babək.